# Universitat Federal de Rio de Janeiro
La Universitat Federal de Rio de Janeiro (UFRJ), també anomenada Universitat del Brasil, és la major universitat federal del Brasil. La UFRJ va ser fundada a la ciutat de Rio de Janeiro l'any 1920 i és considerada una de les millors institucions d'Amèrica Llatina.
A més de cursos de pregrau i postgrau, la UFRJ té 13 museus, 9 hospitals universitaris, 45 biblioteques i més d'un miler de laboratoris. En el Rànquing de Xangai de 2021 estava classificada entre les 500 millors del món.
La dea romana Minerva en la seva identitat institucional. S'hi pot trobar diverses escultures en les entrades dels recintes universitaris.

## Història
La Universitat Federal de Rio de Janeiro va ser creada el 7 de setembre de 1920 (coincidint amb el 98è aniversari de la Independència del país) amb el nom oficial d'Universidade do Rio de Janeiro, en virtut del decret llei núm. 14.343, signat pel President de la República Epitácio Pessoa.

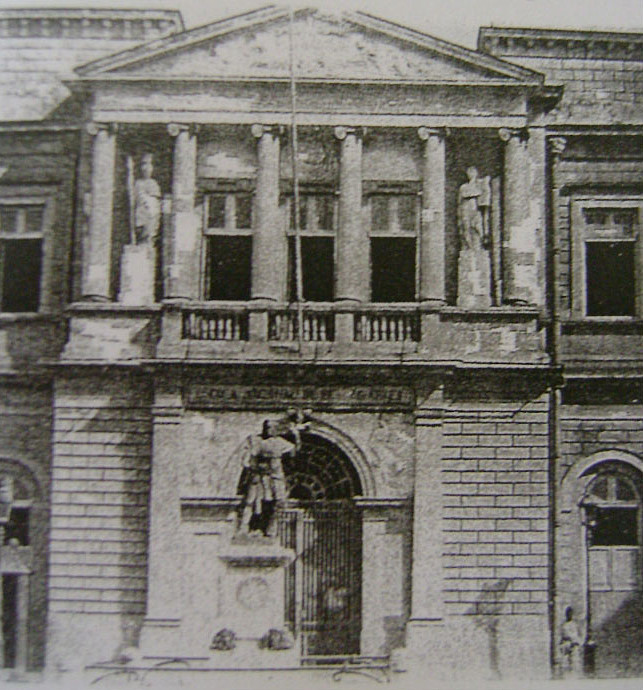
Façana de l'antiga Acadèmia Imperial i Escola de Belles Arts (1891).

No obstant, la seva història és ben més antiga, ja que l'entitat englobava d'altres molt més antigues. És el cas de l'Escola Politècnica, hereva de la Reial Acadèmia d'Artilleria, Fortificació i Disseny, que havia estat inaugurada en desembre de 1792 per la reina Maria I de Portugal, quan el Brasil encara era una colònia portuguesa. La Facultat Nacional de Medicina fou creada el 1808 pel regent Joan VI, mentre que l'emperador Pere II va ser l'encarregat de fundar l'Escola Nacional de Belles Arts, el 1890 i la Facultat Nacional de Dret, el 1891.
Durant l'era Vargas, el Ministre d'Educació Gustavo Capanema va posar en pràctica una gran reforma en l'entitat, moment en què va rebre el nom d'Universidade do Brasil. L'objectiu era controlar i estandarditzar l'ensenyament superior del país, prenent-la com el model a seguir per la resta d'universitats brasileres.
Als inicis de la segona meitat del segle xx, s'hi va institucionalitzar la investigació acadèmica, amb la conseqüent implantació d'instituts dedicats, la formació d'un cos docent altament especialitzat i la firma de convenis amb el sector privat.
L'any 1965 el centre va rebre el seu nom actual, dintre del procés d'homogeneïtzació de la nomenclatura de les universitats federals al Brasil. La dictadura militar, novament en el comandament de la nació, va encarregar un conjunt de mesures que pretenien modernitzar l'educació terciària. Però, el projecte va resultar ser un fracàs i, juntament a la censura i la repressió exercides per evitar l'aflorament de moviments d'oposició al règim, van sumir al sector en una profunda crisi, de la que no es va recuperar fins a la recuperació de la democràcia (1985) i de la posterior crisi econòmica, a fins a mitjans dels 90.
En l'actualitat, la URFJ ha fet un pas endavant per convertir-se en un referent internacional, acollint estudiants i professors estrangers, desenvolupant programes d'intercanvi i proporcionant als seus docents l'oportunitat de realitzar estades en altres universitats de prestigi. S'ha posat en marxa un programa de cursos d'extensió i també s'imparteixen cursos de tot el rang acadèmic, involucrant així a tota la comunitat de Rio.

### Rectoria
Des del 8 de juny de 2019, Denise Pires de Carvalho és la rectora de la UFRJ, sent la primera dona en ocupar aquest càrrec.
Altres figures que han ocupat el càrrec amb anterioritat, han estat:
- Benjamin Franklin Ramiz Galvão, metge, primer rector i membre de l'Acadèmia Brasilera de Lletres (ABL).
- Raul Leitão da Cunha, metge.
- Pedro Calmon, exministre d'Educació i Salut.
- Deolindo Couto, membre de l'ABL.
- Raymundo Augustto de Castro Moniz de Aragão, exministre d'Educació.
- Carlos Lessa, economista i expresident del Banc Nacional de Desenvolupament Econòmic i Social (BNDS).

## Estructura
Segons dades de 2013, la Universitat Federal superava els 55.700 estudiants de grau, 6.000 de màster i 5.500 doctorands. El cos docent era compost per 3.735 professionals.
La UFR té dos campus principals. El major és la Ciutat Universitària, que se situa a l'illa del Fundão, una illa artificial que data dels anys 50. A més de diverses facultats, s'hi troben residències, restaurants i àrees esportives.
El segon campus és el de Praia Vermelha, a la zona sud de la ciutat. S'hi troben la majoria de facultats d'humanitats. Hi ha una xarxa d'autobusos pròpia de la UFRJ que recorre i uneix els dos campus, així com la resta d'edificis que estan repartits per la ciutat.
Altres localitats de la regió metropolitana acullen edificis de la UFRJ. Són: Xerém, Macaé, Duque de Caxias, Jacarepaguá, Arraial do Cabo i Santa Teresa.

### Altres unitats
A més de 43 biblioteques repartides pels campus i per tota la ciutat, la UFRJ administra reputats museus, com el Museu Nacional (el major museu d'història natural i antropològica d'Amèrica Llatina) i la Casa de la Ciència.

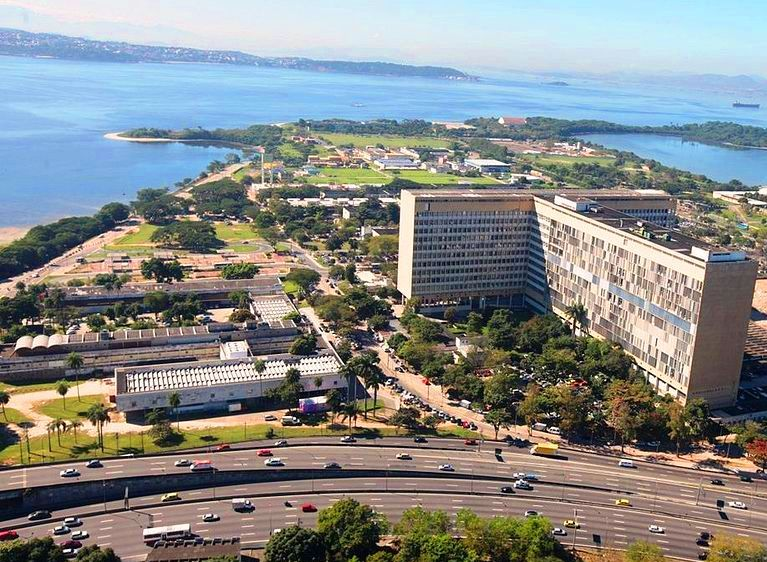
L'Hospital Universitari Clementino Fraga Filho es troba a la Ciutat Universitària.

Els nou hospitals i centres d'atenció sanitària de la Universitat contribueixen decisivament en la millora de la xarxa assistencial de la regió metropolitana fluminense. Són:
| - Hospital Universitari Clementino Fraga Filho - Institut d'Atenció a la Salut São Francisco de Assis - Institut de Psiquiatria - Institut de Puericultura i Pediatria Martagão Gesteira - Institut de Malalties del Tórax | - Institut de Neurologia Deolindo Couto - Institut de Ginecologia - Institut del Cor Edson Saad - Maternitat - Escola |

### Parc Tecnològic

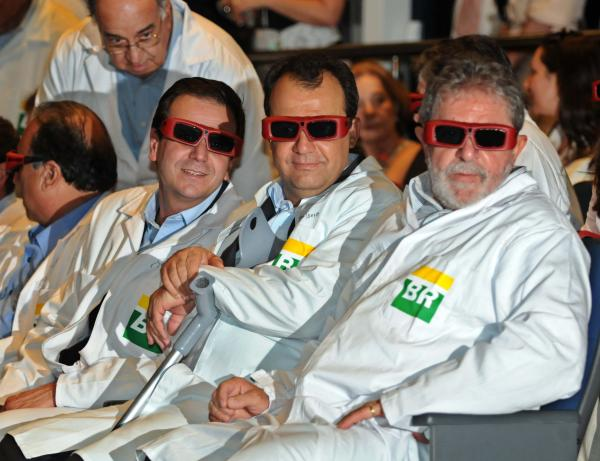
D'esquerra a dreta: Eduardo Paes, Sérgio Cabral Filho i Luiz Inácio Lula da Silva, en aquella època alcalde, governador i president, durant una visita al Centre de Recerca Leopoldo Américo Miguez de Mello (2012).

En el recinte de la Ciutat Universitària, es troba el Parc Tecnològic de Rio. És un complex tecnològic de 350.000 m² dedicat a la investigació sobre l'energia, el petroli i el gas, el major centre mundial d'investigació tecnològica en el sector del petroli, atès que l'explotació Pre-Sal requereix el desenvolupament de noves tecnologies.
Recentment s'han creat l'Institut d'Enginyeria Nuclear, el Centre de Tecnologies de Recuperació d'Ecosistemes i un centre de realitat virtual.

## Ex-alumnes
- Metges: Carlos Chagas, Mauricio Rocha e Silva, Oswaldo Cruz, Vital Brazil.
- Artistes: Candido Portinari, Roberto Burle Marx
- Músics: Acácia Brazil de Mello, Ary Barroso, Ivan Lins, Miguel Falabella, Vinícius de Moraes.
- Arquitectes: Oscar Niemeyer, Francisco Pereira Passos
- Escriptors: Clarice Lispector, Jorge Amado, Rubem Fonseca.
- Historiadors i antropòlegs: Sérgio Buarque de Holanda, Eduardo Viveiros de Castro.
- Polítics: Carlos Lacerda, Osvaldo Aranha, Arnaldo Lopes Süssekind, Benjamin Eurico Cruz.
- Científics: Artur Ávila, Stevens Rehen, Marcelo Gleiser, Otto Gottlieb.